# 沙田郷
沙田郷（さでんきょう）は中華人民共和国湖南省長沙市寧郷市の郷。

## 行政区画
- 五里村
- 新飛村
- 石笋村
- 双溪村
- 金蓮村
- 石梅村
- 堆資村
- 沙田村
- 長沖村
- 六寨村
- 合塘村
- 宝雲村
- 石江村

## 経済

### 名物・特産品
- シナグリ
- 椿油
- ライスワイン

## 地理
沙田郷は寧郷市の北西部に位置し、北西は巷子口鎮と、東及び北東は黄材鎮と、西は竜田鎮と、南は流沙河鎮、青山橋鎮とそれぞれ接している。
- 河川：涓水河、桅水河、石江河
- ダム湖：石梅水庫、紅旗水庫、三余水庫、大塘水庫、国慶水庫、八一水庫、双華水庫、長沖水庫[3]
- 山：銅鑼山

## 教育
- 初級中学：沙田郷中心学校

## 交通

### 道路
- 県道：五七線、横雷線
- 郷道：沙草線、覚哉線、沙田線、馬頸線、宝石線、石梅線[3]

## 観光

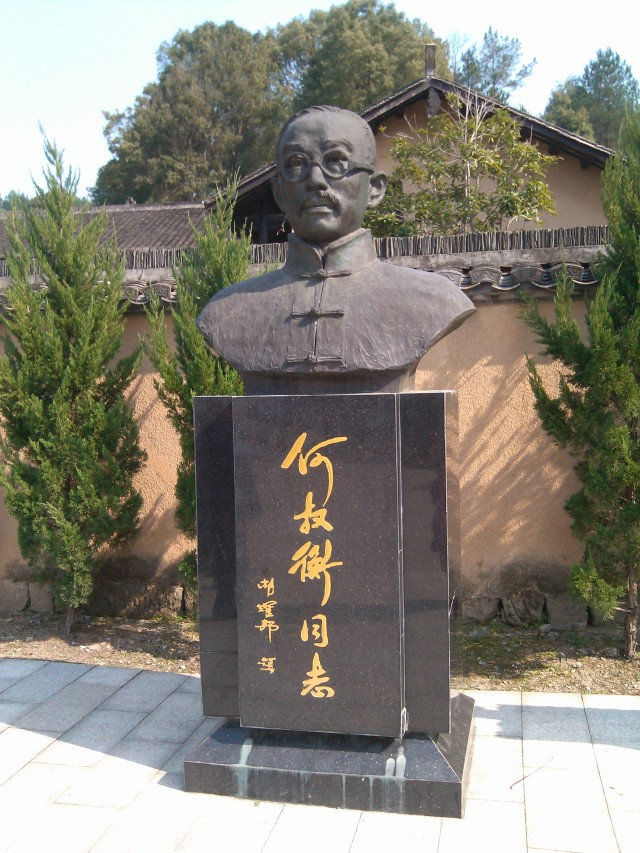
何叔衡故居にある何叔衡雕像

- 恵同廊橋
- 石筍村
- 銅鑼山
- 何叔衡故居
- 謝覚哉故居
- 姜夢周墓
- 何南薫墓
- 太和橋

## 出身有名人
- 謝覚哉
- 何叔衡
- 姜夢周
- 謝南嶺
- 姜亜勲
- 陳仲怡